# Miramax
A Miramax (Miramax Films) a beIN Media Group és a Paramount tulajdonában lévő független filmkészítő és forgalmazó cég.

## Története
A céget Harvey és Bob Weinstein alapították 1979-ben. A 90-es évek elején vált sikeres filmforgalmazóvá. A független európai és amerikai filmgyártás remekműveit vásárolták meg, majd ezekből sikeres art-mozi bemutatókat szerveztek. A 80-as évek végén megkezdte a filmgyártási tevékenységét is. A céget a Disney 1993-ban megvásárolta, de a vállalat megtarthatta önállóságát Harvey Weinsteinnel az élén. Quentin Tarantino Kutyaszorítóban és a Ponyvaregény című filmjeit is ők gyártották. A Ponyvaregénnyel a Miramax óriási sikert aratott, de a Disney-vel kötött szerződés egyre több problémát okozott.  
Gyártottak több nagy költségvetésű hollywoodi produkciót is. Például: 
- Martin Scorsese: New York bandái (94M dollár), Aviátor (116M dollár)
- Anthoni Minghella: Hideghegy (83M dollár)
- Terry Gilliam: Grimm (80M dollár)

## Válogatott filmjeik
- The World of David The Gnome (1985)
- The Long Walk Home (1989)
- Szex, hazugság, videó (1989)
- Svindlerek (1990)
- Tie Me Up! Tie Me Down! (1990)
- A pénz beszél (1990)
- Bob Roberts (Paramount-val közösen) (1992)
- Shop-stop (1994)
- Ponyvaregény (1994)
- A holló (1994)
- Divatdiktátorok (1994)
- Négy szoba (1995)
- Füst (1995)
- Alkonyattól pirkadatig (1996)
- Az angol beteg (1996)
- Sikoly (1996)
- A holló 2. – Az angyalok városa (1996)
- Sling Blade (1996)
- Képtelen képregény (1997)
- Good Will Hunting (1997)
- Sikoly 2. (1997)
- Titanic (1997)
- Mononoke hercegnő (1997)
- Árvák hercege (1999)
- Szerelmes Shakespeare (1999)
- A tehetséges Mr. Ripley (1999)
- Vad lovak (2000)
- Horrorra akadva (2000)
- Sikoly 3. (2000)
- Pasik és csajok (2000)
- Szívörvény (2000)
- Csokoládé (2001)
- Kémkölykök (2001)
- Jay és Néma Bob visszavág (2001)
- Szerelem a végzeten (2001)
- A hálószobában (2001)
- Aki bújt, aki nem (2001)
- Kate és Leopold (2001)
- Randivonat (2001)
- Kémkölykök 2 (2002)
- Chicago (2002)
- New York bandái (2002)
- Kémkölykök 3-D: Game Over (2003)
- The Human Stain (2003)
- Kill Bill 1. (2003)
- Master and Commander: The Far Side of the World (2003)
- Hideghegy (2004)
- Kill Bill 2. (2004)
- Én, Pán Péter (2004)
- Aviátor (2004)
- Hostage (2005)
- Befejezetlen élet (2005)
- Sin City – A bűn városa (2005)
- Cinderella Man  (2005)
- The Great Raid (2005)
- Bizonyítás (2005)
- A királynő (2006)